# Stephanoproraoides lawi
Stephanoproraoides lawi är en plattmaskart. Stephanoproraoides lawi ingår i släktet Stephanoproraoides och familjen Psilostomatidae. Inga underarter finns listade i Catalogue of Life.